# Baltimoretrupial
Der Baltimoretrupial (Icterus galbula) ist ein Zugvogel mit Brutgebiet in Nordamerika aus der Familie der Stärlinge (Icteridae). Er ist der Staatsvogel des US-amerikanischen Bundesstaates Maryland und das Wappentier des in Baltimore beheimateten Baseballvereins Baltimore Orioles.

## Beschreibung
Der Baltimoretrupial erreicht eine Körperlänge von 19 cm. Kopf und Rücken der Männchen sind vollständig schwarz. Ihre Flügel sind größtenteils schwarz mit orangefarbenen Schultern und einer weißen Flügelbinde. Der untere Rücken, der Bürzel und die Unterseite sind leuchtend orange. Der Schwanz ist schwarz mit Orange an den äußeren Federn. Die Oberseite der Weibchen ist bräunlich-olive bis bräunlich-grau, die dunklen Flügel haben zwei weiße Flügelbinden und die Unterseite ist gelblich-orange. Weibchen im ersten Winter sind an der Unterseite blasser, an Kehle und Bauch weißlicher. Männchen im ersten Winter ähneln adulten Weibchen.

Verbreitungsgebiet des Baltimoretrupials (blau: Brutgebiet, rot: Überwinterungsgebiete)

## Verbreitung
Der Baltimoretrupial überwintert in den Neotropen, vom Norden Venezuelas und Kolumbiens bis in den Norden Mexikos und manchmal bis zu den südlichen Küstengebieten der Vereinigten Staaten. Den Sommer verbringt er in der Nearktis, meistens in den östlichen Vereinigten Staaten. Selten tauchen auch Exemplare in Europa auf.

## Lebensraum und Lebensweise

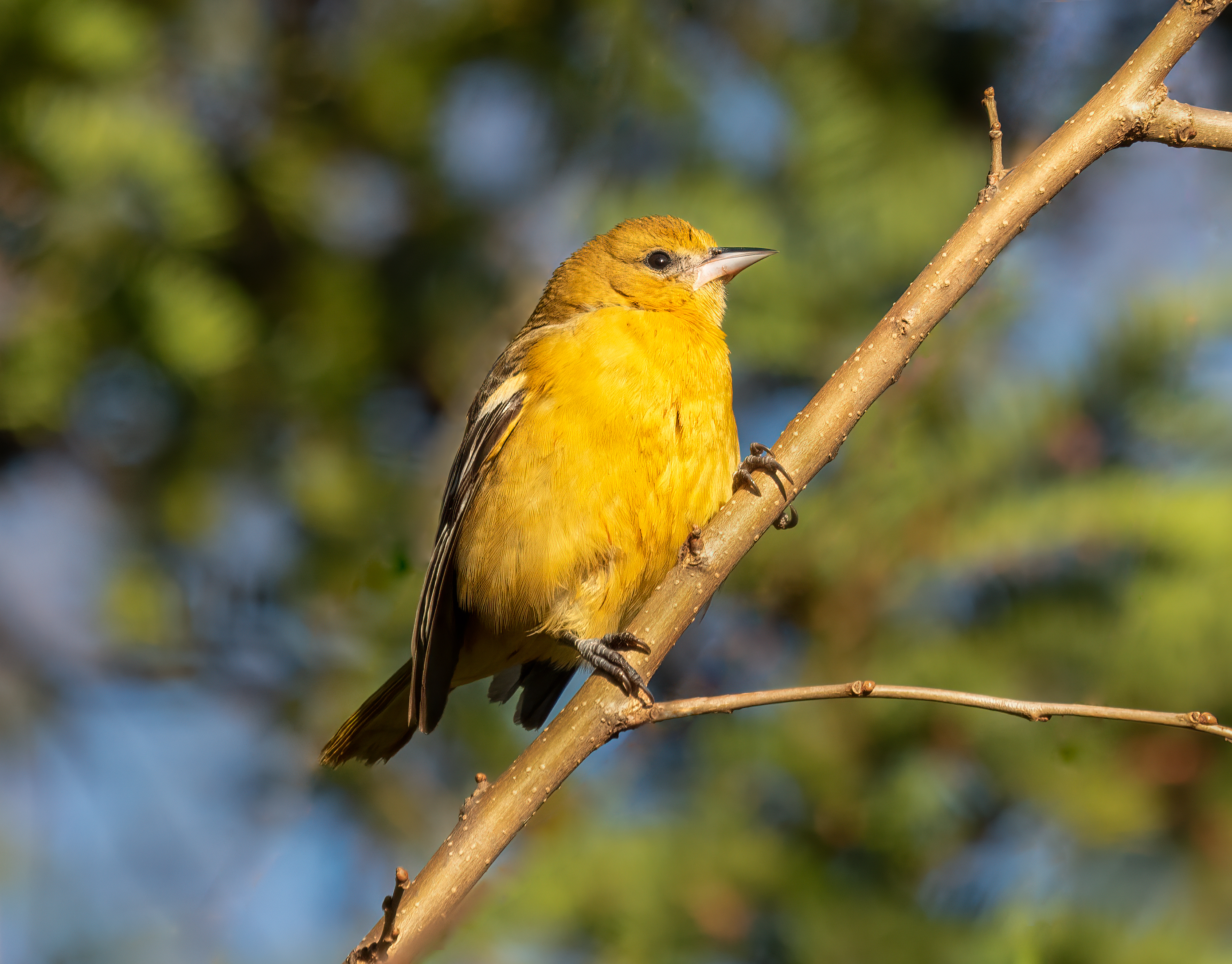
Weibchen oder Jungvogel

Der Baltimoretrupial bevorzugt lichte Wälder und brütet in vielfältigen Landschaften. Er ernährt sich von Raupen, Insekten, Samen, Nektar und kleinen Früchten. Die Art ist monogam. In die in Zweige von Bäumen gewobenen Nester legen die Weibchen drei bis sechs Eier.